# Balásfy Tamás
Balásfy Tamás (Kolozsvár, 1580. december 3. – Pozsony, 1625. március 10.) Pécs 50. püspöke.

## Élete
Erdélyi unitárius nemesi családból származott. Iskoláit szülővárosában, Bécsben (1602) és Rómában végezte. 1604 táján hazatért. Pappá szenteltetve, 1607-től 1617-ig győri őrkanonok volt és 1611-ben jelen volt a nagyszombati zsinaton; 1613. augusztus 21-én boszniai címzetes püspökké nevezteték ki, és egyúttal a szalavári apátságot és a kapornoki prépostságot nyerte. 1618-ban pozsonyi prépost, 1621-ben váci, 1622-ben pécsi püspök lett.
Pázmány Péter irodalmi küzdelmeinek legtevékenyebb résztvevője volt. Sokoldalú műveltségével, a történettudományokban való jártasságával és vitatkozói ügyességével tekintélyre tett szert, de lobbanékony természete gyakran erőszakos tettekben nyilvánult meg.
Az irodalom terére Pázmány vezette: amikor 1614-ben Rómába utazott, két röpiratának sajtó alá adására kérte föl. Balásfy az egyiket a maga ajánló levelével és egy függelékkel toldotta meg. 1616-ban két terjedelmes munkát és egy kisebb röpiratot tett közzé Pázmány védelmére, akinek ellenfeleit szenvedélyesen támadta. A komoly fejtegetéseket elmés ötletekkel és szójátékokkal élénkítette, de a csúfolódástól, szitkozódástól sem idegenkedett.

## Munkái
- Dedicatio thesium ad Joann. Kutasium. Strigon. Archiepiscopum. Viennae, 1601
- Csepregi iskola. Pozsony, 1616 (újra kiadva: Eger, 1775)
- Epinicia Benedicto Nagi. Posonii. 1616 (névtelenül)
- Echo christiana et catholica (Pozsony), 1616 (névtelenül)
- De fidelitate subditorum. Viennae, 1620 (II. Ferdinand császárnak ajánlva. Újra nyomatott: Coloniae Agrippinae, 1621)
- Apologia pro clero et aliis catholicis Hungarjae, sive refutatio libelli cui titulus; Querela Hungariae… Viennae, 1620
- Repetitio castigationis. Uo. 1620
- Castigatio libelli Calvinistici, cui titulus: Machiavellizatio. Argentorati (Bécs), 1620
- Christiana responsio ad libellum Calvinisticum Alberti Molnár. Uo. 1621
- Bethleniani Novisoliensis articuli XXV. (mely egyenesen Balásfy ellen volt intézve) refutatio. Uo. 1621
- Magyarország mostani állapotjáról… (Bécs), 1621 (Piringer és Thewrewk újra kiadták Pozsonyban 1838-ban.) Sajtó alá adta 1614. nov. Pázmány Péternek: Az igazságnak győzedelme c. munkáját, amelyhez Alvinczi Péterhez irt saját levelét csatolta (64–96. l.)

Istvánffy Miklós életrajzát is megirta versben, melyet Kollár, Lambeciushoz irt Commentárjaihoz csatolva kiadott; megjelent még az Istvánffy Historiája 1767. kiadásában is.